# Manahawkin
Manahawkin è un census-designated place degli Stati Uniti d'America, capoluogo del comune di Stafford, nella Contea di Ocean, nello stato del New Jersey.